# ريبيكا نورس (محاكمات السحر في سالم)

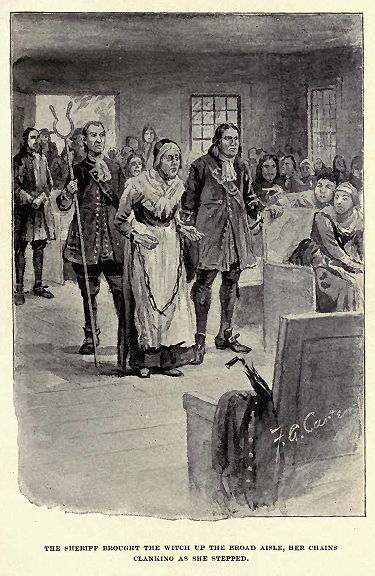
تمثيل خيالي لمحاكمة ريبيكا نورس من ساحرات سالم، أو السذاجة تشغل الجنون كتبها جون ر. ميوسيك.

ريبيكا تاون نورس (بالإنجليزية: Rebecca Nurse) (21 فبراير 1621 _ 19 يوليو 1692) أعدمت بتهمة السحر من قبل حكومة مقاطعة خليج ماساتشوستس في نيو انغلاند عام 1692، خلال محاكمات السحر في سالم
كانت زوجة فرانسيس نورس، وكان لديها العديد من الأبناء والأحفاد، وكانت عضو محترم في المجتمع. رغم عدم وجود أدلة موثوق بها ضدها إلى أنها أدينت وشنقت باعتبارها ساحرة في 19 يوليو 1692.
وحدث ذلك خلال فترة زمنية عندما تم الاستيلاء على مستعمرة ماساتشوستس مع أزدياد هستيريا مطاردة الساحرات و الأعتقاد بوجود الشيطان داخل مستعمرة. وأُتهمت أختاها المتزوجات ماري إيستي وسارة كلوسي أيضا بممارسة السحر، ووجدت ماري مذنبة وتم أعدامها.

## النشأة
ابنة كلَُ من وليام وجوانا تاون (ني بليسينج-نعمة-)، ولدت ريبيكا في غريت يارموث، انجلترا في 1621.
هاجرت عائلتها إلى مستعمرة خليج ماساتشوستس، وأستقرت سنة 1640 في قرية سالم، والتي تعرف الآن باسم دانفرس.
كان لديها ثلاث أخوات، سوزان (عمدت 26 أكتوبر 1625 - توفيت 29 يوليو 1630)، ماري (عمدت 24 أغسطس 1634، توفيت 1692) وسارة، وثلاثة أشقاء، إدموند (عمد يونيو 1628)، يعقوب (عمد 11 مارس 1631/32) ويوسف (مواليد أبت 1639).
في 1644، تزوجت بفرانسيس نورس، الذي ولد أيضا في إنجلترا. كان زوجها «صانع أطباق» ويتاجر بها، والذي كان من المرجح أنه قد قدم العديد من الأدوات المنزلية الخشبية الأخرى. ونظرا لندرة مثل هذه السلع المنزلية، كان المجتمع يقدر الحرفيين مثله.
كانت ريبيكا وعائلتها يعيشون في منزل واسع وكان حوالي 300 فدان (1.2 km²) كان مقدم كمنحة لأسقف تاونسند في عام 1636.
كان فرانسيس مستأجره، وبدأ بتسديد ثمنه تدريجيا خلال حياته. وكان للزوجان ثمانية أطفال: أربع بنات وأربعة أولاد. وكانت أسمائهم ريبيكا نورس (مواليد 1642)، سارة نورس (مواليد 1644)، جون نورس (مواليد 1645)، صاموائيل نورس (مواليد 1649)، ماري نورس (1653 - 28 يونيو 1749)، اليزابيث نورس (مواليد 1656)، وفرانسيس نورس (من مواليد 1660/1661)، وبنيامين نورس (ولدت في 1665/1666).
كان فرانسيس نورس وعائلته دائموا الحضور للكنيسة وكانوا يحضون باحترام كبير في قرية سالم.
وكثيرا ما كان يُطلب من فرانسيس أن يكون القاضي غير الرسمي للمساعدة في تسوية المسائل حول القرية.
في عام 1672، خدم فرانسيس نورس كحارس أمن في سالم. وقد كتب في وقت لاحق أن ريبيكا «قد اكتسب سمعة المُتقية المثالية والتي كانت بدون منازع تقريبا في المجتمع»، مما يجعلها واحدة من الأشخاص «المحتملين» المتهمين بممارسة السحر.

## الأتهام والمحاكمة
وكانت عائلة نورس قد شاركت في العديد من النزاعات الحادة على الأراضي مع أسرة بوتنام. في 23 مارس 1692، صدر أمر بالقبض على ريبيكا بناءاً على الاتهامات التي وجهها إدوارد وجون بوتنام.
بعد جلسة من الاتهامات الواهية لريبيكا والتي تبلغ من العمر 71 عاما، وغالبا ما وصفت بأنها غير صالحة، ودافعت عن نفسها بقولها: «أنا بريئة كالطفل الذي لم يولد بعد، ولكن بالتأكيد، أنا نادمة على كل خطيئة أوجدها ربي فيَ، والتي وضعها لمحنتي في عمري الكبير هذا».
استقبلت الأتهامات الموجهة لها بموجة من الغضب العام، لأنها كانت تعتبر امرأة تقية جدا، وعاشت في وئام مع جيرانها، وكانت تشتهر بالخير والتقوى: حتى جارتها سارة هولتون، والتي اتهمت ريبيكا بالتصرف بشكل غير عقلاني تماما في مشاجرة على بعض الخنازير التي تعدت على الممتلكات، لكن في وقت لاحق غيرت رأيها ودافعت عن ريبيكا.
تسعة وثلاثين شخصاً من أبرز أعضاء المجتمع وقعوا عريضة لأجل ريبيكا نورس. في سن 71، كانت واحدة من أكبر المتهمات. كثيرا ما تعزو محنتها بالزخم لإحداث تحول في الرأي في البلدة حول الغرض من محاكمة الساحرات.
قاضيا التحقيق، جون هاثورن وجوناثان كوروين، "إنه من البديهي بالنسبة للمتهم الندم على ذنوبه"، فقد أتخذا موقفا مخنلفاً لا سيما في حالة ريبيكا، وكذلك في حالة شقيقتها ماري إيستي، وأخبروها بصراحة أنه إذا كانت بريئة، سيصلون إلى الله كي يُظهر براءتها، لأنه من المحزن ان نرى أعضاء الكنيسة متهمات".
لاشك بأن جون كان متأثراً بحقيقة أن أخته إليزابيث بورتر كان صديقة مقربة من ريبيكا، وواحدة من أشد المدافعات عنها.
بدأت محاكمتها في 30 يونيو 1692. ووفقا للإجراءات في ذلك الوقت، كانت السيدة ريبيكا، مثل غيرها من المتهمات بممارسة السحر، مثلت نفسها ولم يسمح لها بتوكيل محامي. وبفضل الاحترام الذي تحضى به، فقد شهد العديد من أفراد المجتمع نيابة عنها، بما في ذلك أفراد أسرتها.
ان الشابة آن بوتنام الابنة وغيرها من الأطفال أدعوا ان ريبيكا كانت تعذبهم. 
وهذه والتي تسمى بالـ«الأدلة الطيفية» والتي تم السماح بها أثناء المحاكمة لإثبات أن الشيطان كان يتملك الآخرين في المجتمع بناء على طلب من المتهم. ردا على الاتهامات قالت ريبيكا «ليس لدي أحد لأنظر اليه غير الله.» وكانت الكثير من النساء المبتليات غيرها يتردون في اتهام ريبيكا .
في النهاية، قضت هيئة المحلفين أن ريبيكا غير مذنبة. ويرجع ذلك إلى غضب شعبي عارم ونوبات متجددة وتشنجات من قبل النساء، طلب قضاة لجنة التحكيم أن يعاد النظر في الحكم.
على وجه الخصوص، وطلب من ريبيكا أن تشرح ملاحظتها بأن هناك متهمة أخرة بالشعوذة ديلفيررانس هوبز، والتي كانت «من شركتها»، لمحت بأنهن كلاهما على حد سواء وقعن اتفاقا مع الشيطان.
ريبيكا والتي كانت غير صماء، لم تسمع السؤال: كما أوضحت في وقت لاحق أنها اعتراضت قانونياً على الإدلاء بالشهادة على إحدى المتهمات. غيرت هيئة المحلفين حكمها وحكمت على ريبيكا بالإعدام في 19 يوليو 1692.
ونظرا لمناشدات عاجلة من عائلتها، وأدلة وفيرة من شخصيتها الجيدة، منح محافظ ماساتشوستس، السير وليام فيليبس، مهلة لها، ولكن النساء المنكوبات عملن ضجة مما دفعه إلى سحب المهلة.

## الموت وما بعده
ووصف كثير من الناس ريبيكا باسم «المرأة ذات كرامة الذات»، وذلك من خلال سلوكها الذي جمعته من على حبل المشنقة. 
وكما جرت العادة، بعد أن شنقت، دفنت جثتها في مقبرة ضحلة بالقرب من حبل المشنقة جنبا إلى جنب مع غيرها من أعضاء المجتمع المدانين. 
واعتبرت أنها غير صالحة للدفن المسيحي في الكنيسة. عائلة ريبيكا عادت سرا بعد حلول الظلام وحفرت القبر وأستخرجت جسدها، ودفنت بالشكل الصحيح قرب منزل عائلتها. 

في يوليو 1885، أقامت ذريتها نصب تذكاري من الجرانيت طويل القامة بالقرب من قبرها في ما يسمى الآن بمقبرة ريبيكا نورس في دانفرس (قرية سالم سابقاً)، ماساشوستس. نقش على النصب ما يلي: 
Rebecca Nurse, Yarmouth, England 1621. Salem, Mass., 1692.

O Christian Martyr who for Truth could die

When all about thee owned the hideous lie!

The world redeemed from Superstition's sway

Is breathing freer for thy sake today.

(From the poem "Christian Martyr," by جون جرينليف ويتير)
في عام 1706 متهمتها، آن بوتنام الابنة، اعتذرت علنا لعائلة ريبيكا لاتهامها الأبرياء، ريبيكا وشقيقتيها على وجه الخصوص: «أستحق أن أدفن في التراب وأن اتواضع لذلك، لكوني السبب في حزن ومصيبة كل من هن وأسرهم».
قبلت أسرة ريبيكا  الاعتذار وتصالحوا مع آن: وبالنقيض من ذلك، لم يغفروا لصموئيل باريس، وزير القرية،  «لا أحد يستطيع أن يعرف ما عانينا من فقدان مثل هذه الأم» - والذي لم يهدأ له بال حتى أزيح من منصبه عام 1697.
وفي 1711، عوضت الحكومة أسرة نورس لموت ريبيكا غير المشروع.
وفي عام 1712 نقضت كنيستها الحرمان الكنسي التي مرت به: «أن ذكراها لم يعد عاراً أو مناسبة من الحزن إلى أطفالها».
وأستحوذت أسرة بوتنام سليل عائلة فينس بوتنام على منزل أسرة نورس في علم 1784.
حافظت عائلة بوتنام على الملكية حتى عام 1908.
واليوم، هو من المعالم السياحية ويتضمن المنزل الأصلي والمقبرة، في 27 من أصل 300 فدان (1.2 km2).
في عام 1892 أقام المجتمع نصب ثاني للاعتراف بالجيران الـ40، بقيادة إسرائيل واليزابيث بورتر، وتووليا مخاطر دعم ريبيكا علنا من خلال التوقيع على عريضة إلى المحكمة نيابة عنها في عام 1692. أحد الموقعين كان جنرال أب إسرائيل بوتنام.

## في الثقافة الشعبية
محاكمة ريبيكا طرحت في حلقة من برنامج CBS راديو «CBS هنا»، والتي بثت يوم 28 يوليو 1947.
ريبيكا نورس كانت الشخصية المحورية في مسرحية آرثر ميلر في البوتقة. من إنتاج برودواي الأصلي في عام 1953 لعبت درها جين أدير، والتي توفيت بعد ذلك بوقت قصير. وقد تم تكييف هذا العمل للأفلام في عام 1957 و 1996. وقد مُثلت ريبيكا كل من الممثلات مارغريت كوتان لامبرت, وإليزابيث لورانس، على التوالي. 
لعبت آن دايسون دور ريبيكا في أول برنامج تلفزيوني بث من قبل BBC في عام 1980. 
وألهمت أعمال درامية أخرى من محاكمات الساحرات سالم. فيلم PBS ثلاثة ملوك لسارة تمثيل فانيسا ريدغريف كواحدة من أخوات ريبيكا نورس، سارة كلويس.
على الرغم من أنها متهمة، إلا أنها هربت من التنفيذ. الفيلم يصور ريبيكا وأفراد عائلتها كما الشخصيات الرئيسية. مثلت الممثلة شيرلي ماكلين دور ريبيكا في 2002 بمسلسل CBS القصير، محاكمات السحر في سالم. وكانت ريبيكا موضوع محاضرات عن السحر لتشارلز أبهام. وذُكرت أيضا في تمرير في رواية المخاطر المقبولة لروبن كوك.
الشخصية الوهمية تؤمن بها بأن تكون تقية وتتفاجأ عند رؤية ريبيكا في طريقها إلى حكم الأعدام.